# Mica Prințesă
Mica Prințesă (în engleză A Little Princess) este un roman pentru copii scris de Frances Hodgson Burnett, publicat în 1905 de Editura Charles Scribner's Sons.  